# HSK Lister Turm
HSK Lister Turm – niemiecki klub szachowy z siedzibą w Hanowerze, mistrz kraju z 1959 roku.

## Historia
Klub został założony w 1876 roku. W 1959 roku, funkcjonując wówczas pod nazwą Hannoverscher SK von 1876 (HSK), klub dotarł do turnieju finałowego o mistrzostwo Niemiec. Zespół pokonał wówczas Münchener SC 1836, PSV Wuppertal i BSG 1827 Eckbauer i zdobył tytuł mistrzowski. W kadrze zespołu znajdowali się wówczas m.in. Richard Czaya, Dieter Stern, Heinz Hohlfeld i Heinz-Wilhelm Dünhaupt. W 1990 roku HSK połączył się z Post SV Hannover i startował w rozgrywkach jako HSK Post Hannover. W sezonie 1991/1992 klub uczestniczył w rozgrywkach Bundesligi, jednak zajął wówczas ostatnie miejsce i spadł z ligi. W 2005 roku HSK Post spadł z 2. Bundesligi, a w 2008 – z Oberligi. Około 2010 roku nastąpiła fuzja HSK z SK Lister Turm. Nowy twór zyskał nazwę HSK Lister Turm. W 2012 roku klub awansował do Oberligi, a sezon 2015/2016 zakończył uzyskaniem awansu do 2. Bundesligi, z której spadł po sezonie gry. W 2022 roku HSK Lister Turm ponownie awansował do 2. Bundesligi. W następnym roku, mimo zajęcia trzeciego miejsca w lidze, klub uzyskał awans do Bundesligi. W sezonie 2023/2024 zespół zdobył jeden punkt w Bundeslidze, zajął ostatnie miejsce i spadł. Mimo to w 2024 roku klub zadebiutował w Pucharze Europy. Niemiecki zespół wygrał wówczas z Jyväs-Shakki, Le Cavalier Differdange i Sussex Martlets, zremisował z Jugoviciem Kać, natomiast przegrał z Vadosem Arad, Skákdeild Breiðabliks, Rishon LeZion Chess Club B i zajął w klasyfikacji końcowej 40. miejsce.